# Генрі Ейхгайм
Генрі Ейхгайм (3 січня 1870 — 22 серпня 1942) — американський композитор, диригент, скрипаль, органолог і етномузиколог. Він найбільш відомий як один із перших американських композиторів, який поєднав звучання корінних азіатських інструментів із західними оркестровими кольорами.

## Життя
Він народився в Чикаго, де навчався в Чиказькому музичному коледжі. Пізніше він поїхав до Бостона, щоб грати з Бостонським симфонічним оркестром . Приблизно після 1912 року він почав більше цікавитися диригуванням і композицією, ніж грою на скрипці; він був першим популяризатором творів сучасних французьких композиторів, зокрема Дебюссі, Равеля та Габріеля Форе, у Сполучених Штатах.
Після відвідин Східної Азії, зокрема Кореї, Японії та Китаю, він глибоко зацікавився музикою цих регіонів. Це надихнуло його інтегрувати східноазійські та індонезійські інструменти у свої композиції. Крім того, він почав використовувати ритмічні та мелодійні особливості народної музики цих культур, збагачуючи своє музичне вираження новими впливами. У 1922 році він переїхав до Санта-Барбари, штат Каліфорнія, хоча продовжував багато подорожувати. У дві свої поїздки – на Балі та в Індію – він поїхав зі своїм другом Леопольдом Стоковським.
Після смерті Ейхгайма Каліфорнійський університет у Санта-Барбарі успадкував його колекцію паперів, фотографій та музичних інструментів.

## Роботи
Деякі з його більш відомих композицій включають «Східні враження» (1919–1922), які містять транскрипції японських, корейських і тайських мелодій; Ява (1929) і Балі (1931), які використовують інструменти гамеланових ансамблів цих двох островів; і «Місяць, моя тінь і я» (1926), набір віршів Лі Бая.
Він також склав низку обробок віршів Вільяма Батлера Єйтса.